# فايفر
فايفر (بالإنجليزية: Fiverr) هو موقع عالمي إسرائيلي للتجارة الإلكترونية يقدم مهام وخدمات مقابل 5 دولار ومضاعفاتها ومنه اشتق اسم الموقع بالإنجليزية. يمثل العاملون في مجال الأعمال الحرة الشريحة الرئيسية لمستخدمي الموقع الذين يقومون بتقديم خدماتهم للعملاء من جميع أنحاء العالم. يحتوي الموقع حالياً على أكثر من ثلاثة ملايين خدمة مقابل 5 دولار أو مضاعفاتها.

## التاريخ
تأسس موقع فايفر على يد ميكا كوفمان وشاي وينيجر بتاريخ 1 فبراير عام 2010.
استوحى وينيجر فكرة الموقع القائمة على مفهوم إنشاء منصة إلكترونية على الويب للتبادل التجاري تسمح للمستخدمين ببيع وشراء شتى الخدمات الرقمية التي عادةً ما يقدمها متعاقدون في مجال الأعمال الحرة. وتتضمن الخدمات المتاحة على الموقع الكتابة والترجمة وتصميم الجرافيك وتحرير مقاطع الفيديو والبرمجة والتسويق الرقمي. تبدأ خدمات فايفر من 5 دولارات ويمكن أن تصل إلى آلاف الدولارات مع إضافة الميزات الملحقة في حال كانت متوفرة من قبل صاحب الخدمة.
أُطلق الموقع في أوائل شهر فبراير من عام 2010، ووصلت عدد الخدمات المتوافرة على الموقع إلى أكثر من 1.3 مليون خدمة بحلول عام 2012. ونمى حجم معاملات الموقع بنسبة 600% منذ عام 2011. كما وصل تصنيف الموقع إلى أكثر ضمن أكثر 100 موقع زيارة في الولايات المتحدة وأعلى 200 موقع زيارة في العالم خلال أوائل عام 2013.
أصدر الموقع تطبيق آي أو إس خاص به على آب ستور في ديسمبر 2013، كما أصدر تطبيقاً للهواتف التي تعمل بنظام أندرويد على جوجل بلاي في مارس 2014.
أعلنت فايفر خلال أغسطس 2014 عن حصولها على 30 مليون دولار ضمن إحدى جولات من التمويل من المستثمرين. وبذلك وصل مجموع تمويل الموقع إلى 50 مليون دولار. باشر موقع أمازون باتخاذ إجراءات قانونية بحق 1,114 شخص من مقدمي خدمات فايفر في أكتوبر 2015، زعم أمازون أنهم قاموا بكتابة تقييمات مزيفة على النسخة الأمريكية من موقعه. ولم تختلف فايفر مع إدعاءات أمازون مصرحةً: «كما أشارت أمازون لقد عملنا معاً بشكل وثيق لإزالة الخدمات المخالفة لبنود الاستخدام، والاستجابة الفورية لأي تقارير عن محتوى غير لائق.»
حصلت فايفر على مبلغ 60 مليون دولار بعد جولة جديدة من التمويل، وبذلك بلغ المجموع الكلي لتمويل الموقع 110 مليون دولار. وأعلنت الشركة في الوقت نفسه عن توسعة المتجر ما يسمح للبائعين بتسعير خدماتهم، بأسعار أعلى من مبلغ 5 دولار.

## وصلات خارجية
- الممنوعات العشر على موقع فايفر